# Nymphon serratum
Nymphon serratum is een zeespin uit de familie Nymphonidae. De soort behoort tot het geslacht Nymphon. Nymphon serratum werd in 1879 voor het eerst wetenschappelijk beschreven door Sars. 